# Масвінго (місто)
Масвінго (англ. Masvingo) — місто на південному сході центральної частини Зімбабве, адміністративний центр провінції Масвінго.

## Географія
Розташоване в північній частині провінції, на березі річки Мучеке, недалеко від озера Мутірікве. Абсолютна висота — 1063 метри над рівнем моря. Приблизно за 28 км від міста знаходяться руїни Великого Зімбабве.

## Населення
За даними на 2013 рік чисельність населення становить 72 527 осіб. Представлено переважно народом шона.
Динаміка чисельності населення міста по роках:
| 2002  | 2013  |
| ----- | ----- |
| 69993 | 72527 |

## Міста-побратими
- Керн, Німеччина
- Мідлсбро, Велика Британія